# Xalpen
Xalpen (někdy uváděno i jako Jalpen nebo Alpen) je ženský duch v mytologii jihoamerických Indiánů kmene Selk'nam na Isla Grande de Tierra del Fuego v Ohňové zemi. Je ekvivalentem bohyně podsvětí.
Bývá popisována jako „kanibalská, nenasytná a rozzlobená žena“. Je hlavním duchem iniciačního rituálu Hain, který má za cíl zasvěcení mladých mužů kmene ve věku 14–18 let do dospělosti.